# Miguel Kiwi
Miguel Germán Kiwi Tichauer (Santiago de Chile, 19 de junio de 1938) es un físico e ingeniero civil mecánico chileno, conocido principalmente por recibir en 2007 el Premio Nacional de Ciencias Exactas de Chile. Actualmente desempeña la labor de docente en la Facultad de ciencias de la Universidad de Chile.

## Biografía
Nació el 19 de junio de 1938 en Santiago de Chile.  Su padre fue abogado y doctor en derecho, quien a finales de 1934 decide irse a Chile debido a la situación de los nazis en Alemania. Luego de cuatro años de su llegada a Chile, nace Miguel quien es el mayor de dos hermanos. Debido a que para su padre era difícil el idioma español, se le dificultó ejercer su profesión de abogado.  Sin embargo, buscó una solución para trabajar y creó una fábrica de botones hechos a mano. Por otra parte, su madre comenzó con una fábrica de cuellos y blusas de mujer. En el documental “Mentes brillantes” Miguel Kiwi declara “sentirse completamente judío".
Está casado con la ceramista chilena Ruth Krauskopf. Tienen 3 hijos: Ilka (Psiquiatra), Marcos (Matemático de la Universidad de Chile) y Jan (Matemático de la Pontificia Universidad Católica de Chile).
Desde el 13 de abril de 1994 es miembro de la Academia Chilena de Ciencias y  ha sido dos veces Presidente de la Sociedad Chilena de Física. Actualmente es Profesor Titular en el Departamento de Física de la Universidad de Chile, donde desempeña el cargo de Director del Departamento e imparte clases a alumnos de pre y posgrado, además es jefe de la línea de investigación en agregados atómicos del Centro para el Desarrollo de la Nanociencia y la Nanotecnología

## Estudios y carrera
Entre 1956 y 1961 estudió Ingeniería Mecánica en la Universidad Técnica Federico Santa María en Valparaíso, titulándose en 1963 con distinción máxima. Posteriormente estudió en la University of Virginia, Charlottesville, Virginia, Estados Unidos desde 1963 hasta 1967. Obtuvo el grado de Doctor en Física en 1967.
Tiene como área de interés la Física del estado sólido y la teoría del estado sólido. Ha obtenido una larga y destacada trayectoria por más de 45 años e incluye presidencia de la Sociedad Chilena de Física y ser miembro de la Sociedad Americana de Física.
Comenzó a realizar investigación en la Universidad de Chile el año 1962. Fue Director del Departamento de Física de la Facultad de Ciencias entre los años 1969 y 1970. Actualmente es profesor en esta unidad académica.

## Publicaciones
En 1962 comienza a publicar sus investigaciones en la Universidad de Chile en la especialidad de Física del estado sólido y la teoría del estado sólido. Hasta el 1 de diciembre de 2018 había publicado 141 documentos en la base de datos Scopus, 9 de sus artículos son de acceso abierto, el resto requiere de suscripción.

## Reconocimientos
En el año 2007 obtuvo el Premio Nacional de ciencias exactas de Chile, también el gobierno Argentino le otorgó el Premio a la cooperación internacional en ciencia, tecnología e innovación "Dr. Luis Federico Leloir"
Además accidentalmente, se convirtió en el vocero de un grupo de adultos mayores cuando quiso cambiar la tarjeta de crédito par ir a un congreso científico a Estados Unidos y este fue negado por su banco debido a su edad, representando a muchos que estuvieron en las mismas condiciones.